# Acianthera violaceomaculata
Acianthera violaceomaculata é uma espécie de orquídea epífita, família Orchidaceae, que existe no Paraná, Brasil. Plantas de crescimento cespitoso, com caules na base recobertos por bainhas com pelos curtos. A inflorescência geralmente é mais curta que as folhas, com flores mais ou menos carnosas e pubescentes. Trata-se de planta sobre a qual não há muitas referências.

## Publicação e sinônimos
- Acianthera violaceomaculata (Hoehne) Pridgeon & M.W.Chase, Lindleyana 16: 246 (2001).

Sinônimos homotípicos:
- Pleurothallis violaceomaculata Hoehne, Arq. Bot. Estado São Paulo, n.s., f.m., 2: 123 (1952).
- Specklinia violaceomaculata (Hoehne) Luer, Monogr. Syst. Bot. Missouri Bot. Gard. 95: 264 (2004).